# El ermitaño

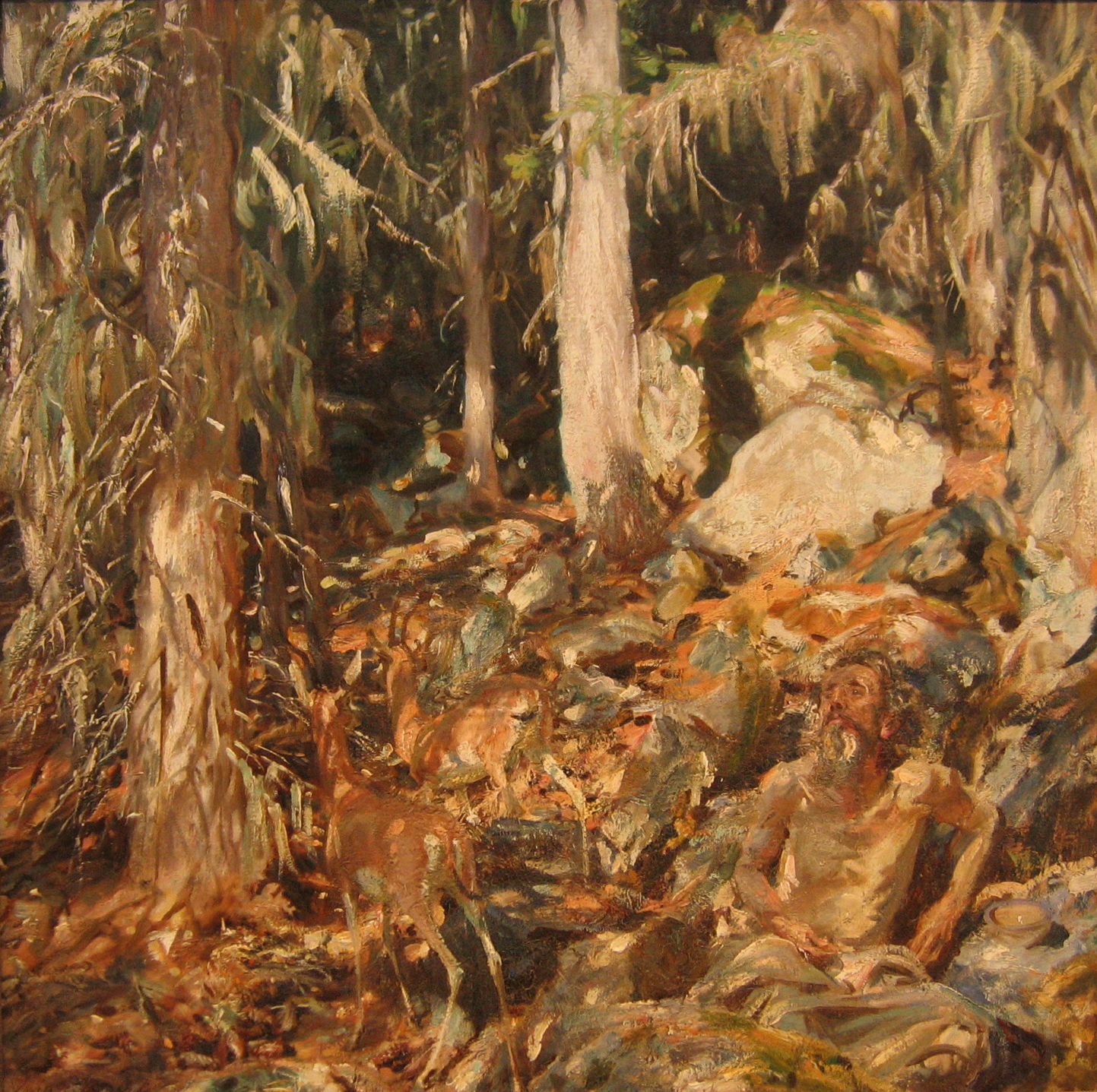
El ermitaño (Il solitario).

El ermitaño (Il solitario) es una pintura de 1908 de John Singer Sargent. Es parte  de la colección del Museo Metropolitano de Arte de Nueva York.

## Descripción
La pintura es el resultado de varios bocetos que Sargent realizó durante unas vacaciones en el Valle de Aosta, en las estribaciones de los Alpes italianos. Utiliza pinceladas espesas para plasmar la luz del sol cayendo en el bosque tamizada por el follaje, el ermitaño, y dos ciervos.
A pesar de la similitud con las representaciones tradicionales de San Jerónimo en el desierto, Sargent escribió al director del Metropolitano "Desearía que hubiera otra palabra simple [que no fuera ermitaño] que no trajera con ella asociación muy cristiana, y que sugiriera tranquilidad y panteísmo".